# 海洋委員會海巡署
海洋委員會海巡署（簡稱海巡署）是中華民國負責海域及海岸巡防之機關，隸屬於海洋委員會的中央三級行政機關，負責巡防海岸、領海、鄰接區及專屬經濟海域等，並執行查緝走私槍械、貨物、毒品、非法入出境等治安事務。署內人員編制主要由警察、軍人、海關人員或其他公務人員組成（政風單位除外）。自海巡署成立後，除隨同業務移撥本署之海務技工，得依其原關務人員相關規定改任官稱官階外，不得另外再進用關務人員。
海巡署平常不負責軍事任務，惟作戰時期可依《國防法》第四條納入作戰序列。海巡署署內設有6組4室2隊1中心與1派出單位編制，所屬機關則有8分署及教育訓練測考中心；另以巡防區指揮部（派出單位）統整勤務分設13個巡防區指揮部。

## 沿革
中華民國政府以往的海上相關事權，分散在國防部（海軍總司令部及臺灣警備總司令部）、內政部警政署水上警察局、財政部關稅總局 、國家安全局、行政院農業委員會等單位，各單位透過海岸巡防司令部及其前身臺灣警備總司令部主導的行政院治安會報協調工作及情資，但仍因事權不一造成許多困擾，故在1999年提出海岸巡防專責機構的構想。
2000年1月28日，行政院整合國防部海岸巡防司令部、內政部警政署水上警察局及財政部關稅總局八艘大型緝私艦，成立行政院海岸巡防署，將海岸巡防司令部改隸為海巡署所屬之「海岸巡防總局」，原內政部警政署水上警察局改隸為海巡署所屬之「海洋巡防總局」，並將緝私艦更名為巡防艦，納編成北部、中部、南部地區機動海巡隊，後期再成立東部地區機動海巡隊。移撥初期八艘巡防艦分別為和星艦（CG101）、偉星艦（CG102）、謀星艦（CG105）、福星艦（CG106）、寶星艦（CG107）、欽星艦（CG108）、德星艦（CG109）及潯星艦（CG110），船名英文編號「CG」為「Coast Guard」之縮寫，艦上人員為海關隨艦移撥。
2015年6月16日，立法院三讀通過海洋委員會組織四法；7月1日，總統令，制定公布《海洋委員會海巡署組織法》。2016年1月8日，行政院令，《海洋委員會組織法》及《海洋委員會海巡署組織法》於同年7月4日開始施行；惟同年3月21日立法院通過臨時提案暫緩施行《海洋委員會組織法》，6月30日行政院公告暫緩施行。
2018年4月28日，海洋委員會成立後，海巡署調整為該會所屬機關並更名為海洋委員會海巡署，依《海洋委員會海巡署組織法》規定署長由海洋委員會副主任委員兼任。

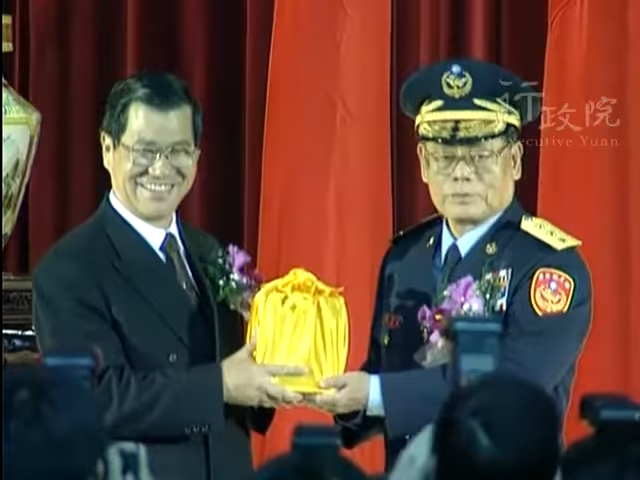
2000年2月1日行政院海岸巡防署揭牌成立，由行政院長蕭萬長主持揭牌儀式，並為首任署長姚高橋佈達。

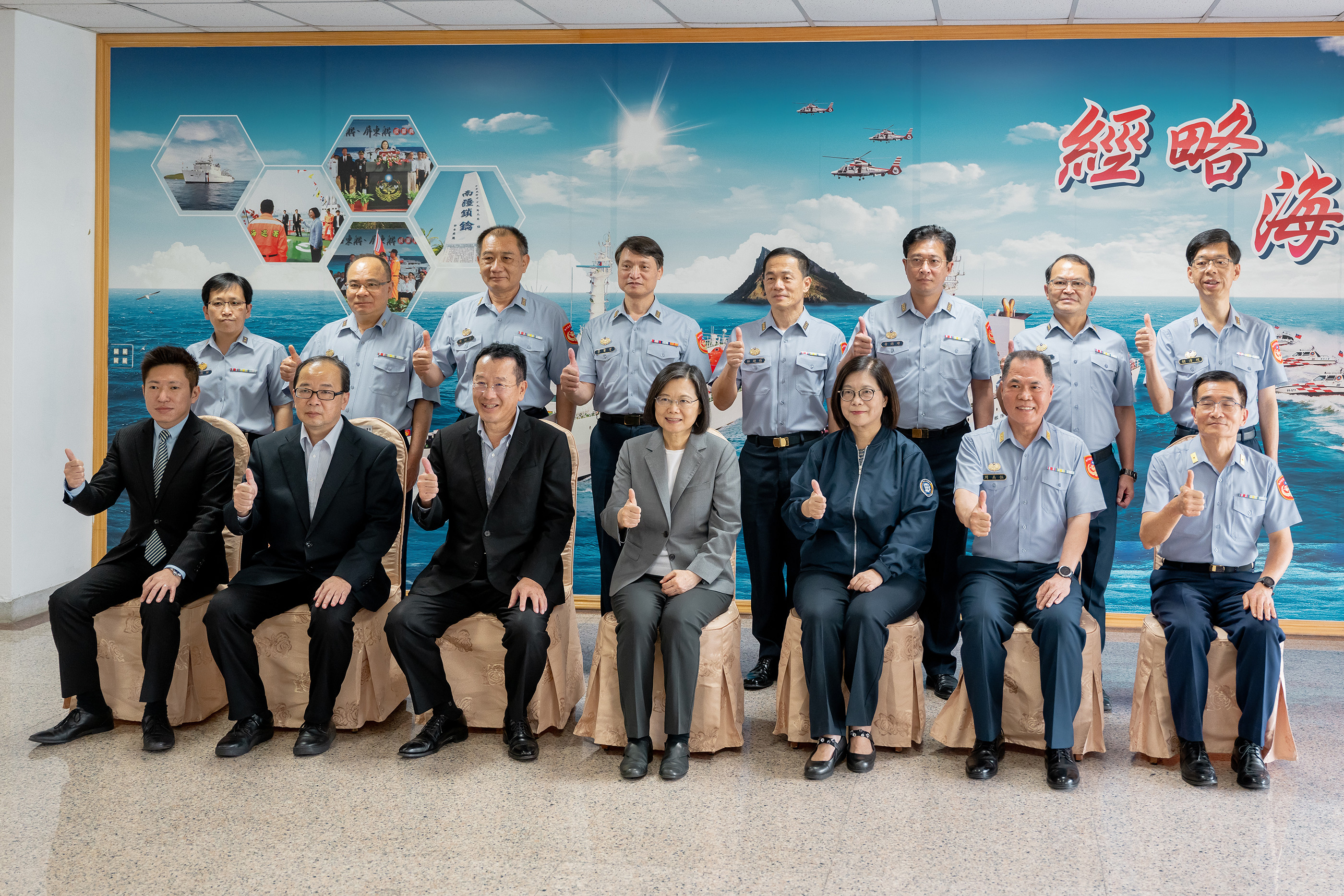
2023年4月18日蔡英文總統視察海巡署，時任署長周美伍(前右二)、副署長張忠龍(前右一，2024年5月陞任署長)、主任秘書林超倫(後右四)。

## 歷任首長

### 署長

#### 行政院海岸巡防署時期
| 任別 | 姓名   | 肖像 | 任職期間                     | 背景   | 備註 |
| ---- | ------ | ---- | ---------------------------- | ------ | --- |
| 1    | 姚高橋 |      | 2000年2月1日－2000年5月19日  | 警 察  | 中央警官學校正科28期，原行政院顧問 首任署長，後出任不分區立法委員、高雄市副市長                                                          |
| 2    | 王郡   |      | 2000年5月20日－2004年5月19日 | 警 察  | 中央警官學校正科31期，原內政部警政署副署長 現擔任緯來電視網董事長                                                                        |
| 3    | 許惠祐 |      | 2004年5月20日－2006年1月23日 | 司法官 | 國立政治大學法學博士，原海基會副董事長兼秘書長 後出任國家安全局局長、國安局駐歐洲特派員                                                  |
| 4    | 王進旺 |      | 2006年1月24日－2014年12月7日 | 警 察  | 中央警官學校正科38期，原國家安全局副局長、曾任警政署長 任內退休，目前任期最長的署長                                                      |
| 5    | 王崇儀 |      | 2014年12月8日－2016年5月19日 | 司法官 | 國立中山大學管理學院碩士，原行政院海岸巡防署政務副署長 2016年5月隨政黨輪替卸任                                                           |
| 6    | 李仲威 |      | 2016年5月20日－2018年4月27日 | 海軍   | 海軍軍官學校正期64年班，中華民國海軍中將 曾任國防部海軍司令部副司令、海軍艦隊指揮部指揮官 首位軍人出身署長，中央二級機關編制時期末代署長 |

#### 海洋委員會海巡署時期
| 任別 | 姓名   | 肖像 | 任職期間                      | 背景  | 備註 |
| ---- | ------ | ---- | ----------------------------- | ----- | --- |
| 1    | 李仲威 |      | 2018年4月28日－2019年2月13日  | 海 軍 | 海洋委員會政務副主任委員兼任 2019年1月起代理海洋委員會主任委員，同年2月13日升任 因家庭因素自2022年9月1日起辭去海洋委員會主任委員一職                                               |
| 2    | 陳國恩 |      | 2019年2月19日－2020年10月1日  | 警 察 | 海洋委員會常務副主任委員兼任 中央警官學校正科44期，曾任警政署署長、國家安全局副局長 因家庭因素提前於2020年10月1日退休 現任中國信託育樂股份有限公司董事長、中華民國籃球協會副理事長 |
| 3    | 莊慶達 |      | 2020年10月1日－2020年12月31日 | 學 者 | 海洋委員會政務副主任委員兼任 北卡羅萊納州立大學經濟學博士，曾任台北海洋科技大學海洋事業學院院長 過渡期間兼代署長職務，目前任期最短的署長                                           |
| 4    | 周美伍 |      | 2020年12月31日－2024年5月20日 | 海 軍 | 海洋委員會政務副主任委員兼任 海軍軍官學校正期69年班，中華民國海軍中將 曾任國家安全局中將副局長、駐美國華盛頓特派員                                                                 |
| 5    | 張忠龍 |      | 2024年5月21日－現任           | 警 察 | 海洋委員會常務副主任委員兼任 中央警官學校正科54期，曾任海巡署偵防分署與中部分署分署長、副署長 首位由海巡體系內陞的署長                                                             |

### 副署長
2018年4月28日組織調整前，三位副署長中一位為政務、二位為常務（中將、警監特階或簡任十四職等），下屬兩個機關最高階職務分別為：海岸巡防總局總局長（軍職，中將）、海洋巡防總局總局長（警職，警監一階）；在組織調整後，已改為分署編制，雖未明文規定，但目前編制副署長兩人：「一人為軍職、一人為警職」成為人事任用慣例。2024年5月10日，海洋委員會主任委員管碧玲在個人臉書宣布，未來海巡署署長將由在海巡署歷練完整的人陞任，副署長可望陞遷至署長職務。

#### 軍職副署長
- 許績陵（陸軍中將，2018年4月28日–2020年11月30日）
- 許靜芝（陸軍中將，2020年12月1日–現任）

#### 警職副署長
- 謝慶欽（警監一階，現任）

## 組織編制

### 署本部
- 署長1人（海洋委員會副主任委員兼任，得政務任用，或列簡任第十四職等或中將或警監特階）
  - 副署長2人（簡任第十二職等至第十三職等或中將或警監）
    - 主任秘書1人（簡任第十一職等至第十二職等或少將或警監）
    - 海巡委員2人（簡任第十一職等至第十二職等或少將或警監）
    - 組長6人（簡任第十一職等至第十二職等或少將或警監）
    - 主任1人（簡任第十一職等至第十二職等或少將或警監）
      - 參議11人（簡任第十職等至第十一職等或少將、上校或警監）
      - 副組長7人（簡任第十職等或上校或警監）
      - 副主任2人（簡任第十職等或上校或警監）
      - 室主任1人（薦任第九職等至簡任第十職等或上校、中校或警正）
      - 主任13人（薦任第九職等至簡任第十職等或上校、中校或警正）
      - 專門委員13人（薦任第九職等至簡任第十職等或上校、中校或警正）
        - 科長28人（薦任第九職等或中校或警正）
        - 秘書9人（薦任第八職等至第九職等或中校或警正；內3人得列簡任第十職等）
        - 技正6人（薦任第八職等至第九職等或中校；內1人得列簡任第十職等）
        - 分析師3人（薦任第八職等至第九職等或中校；內1人得列簡任第十職等）
        - 視察27人（薦任第八職等至第九職等或中校或警正；內1人得列簡任第十職等）
        - 專員39人（薦任第七職等至第九職等或中校、少校或警正）
        - 設計師3人（薦任第六職等至第八職等或中校、少校、上尉）
        - 科員153人（委任第五職等或薦任第六職等至第七職等或少校、上尉、中尉、警佐或警正）
        - 技士14人（委任第五職等或薦任第六職等至第七職等或少校、上尉、中尉）
        - 助理程式設計師6人（委任第五職等或薦任第六職等至第七職等）
          - 技佐6人（委任第四職等至第五職等或中尉、少尉、士官）
          - 助理設計師6人（委任第四職等至第五職等或中尉、少尉、士官）
          - 助理員19人（委任第四職等至第五職等或中尉、少尉、士官）
          - 辦事員14人（委任第三職等至第五職等或中尉、少尉、士官）
          - 書記11人（委任第一職等至第三職等或士官）

#### 業務單位
- 巡防組（組長為簡任第十二職等或少將或警監二階）：下設災害防救科、海域執法科、安檢勤務科、安全防護科、勤務指揮科
  - 另任務編組勤務指揮中心，由巡防組參議（簡任第十一職等或上校或警監三階）擔任勤務指揮中心主任。
- 情報組（組長為簡任第十二職等或少將或警監二階）：下設第一科、第二科、第三科、第四科、第五科。
- 後勤組（組長為簡任第十二職等或少將或警監二階）：下設裝備科、採購科、補保科、營工科。
- 通電資訊組（組長為簡任第十二職等或少將或警監二階）：下設資通安全科、監控系統科、資訊系統科、通信系統科。
- 企劃組（組長為簡任第十二職等或少將或警監二階）：下設綜合計劃科、管制考核科、政策研展科。
- 督察組（組長為簡任第十二職等或少將或警監二階）：下設督察科、檢驗科、法規科。
- 特別行動支援中心
- 人事室（主任為簡任第十職等或上校或警監四階）：下設人力規劃科、任免遷調科、考核訓練科、給與福利科。
- 秘書室（主任為簡任第十職等或上校或警監四階）：下設總務科、文書科、公關科。
- 主計室（主任為簡任第十職等或上校或警監四階）：下設預算科、稽核科、會計科、統計科。
- 政風室（主任為簡任第十職等或上校或警監四階）：下設查處稽核科、預防維護科。

#### 勤務單位
| 勤務單位              | 中隊別   | 派駐機關   |
| --------------------- | -------- | ---------- |
| - 通資作業隊 - 警衛隊 | 隊本部   | 海巡署     |
| - 通資作業隊 - 警衛隊 | 第一中隊 | 海巡署     |
| - 通資作業隊 - 警衛隊 | 第二中隊 | 金馬澎分署 |
| - 通資作業隊 - 警衛隊 | 第三中隊 | 北部分署   |
| - 通資作業隊 - 警衛隊 | 第四中隊 | 中部分署   |
| - 通資作業隊 - 警衛隊 | 第五中隊 | 南部分署   |
| - 通資作業隊 - 警衛隊 | 第六中隊 | 東部分署   |
| - 通資作業隊 - 警衛隊 | 第七中隊 | 艦隊分署   |

#### 派出單位
巡防區指揮部，負責海巡隊、岸巡隊及查緝隊之勤務統合、指揮、管制及運用：
- 第一（宜蘭）巡防區指揮部：與北部分署第一岸巡隊合署辦公。
- 第二（基隆）巡防區指揮部：與北部分署第二岸巡隊合署辦公。
- 第三（新竹）巡防區指揮部：與北部分署第八岸巡隊合署辦公。
- 第四（中彰）巡防區指揮部：與中部分署第三岸巡隊合署辦公。
- 第五（雲嘉）巡防區指揮部：與中部分署第四岸巡隊合署辦公。
- 第六（台南）巡防區指揮部：與南部分署第一一岸巡隊合署辦公。
- 第七（高雄）巡防區指揮部：與南部分署第五岸巡隊合署辦公。
- 第八（屏東）巡防區指揮部：與南部分署第六岸巡隊合署辦公。
- 第九（花蓮）巡防區指揮部：與東部分署第一二岸巡隊合署辦公。
- 第十（台東）巡防區指揮部：與東部分署第一三岸巡隊合署辦公。
- 第十一（馬祖）巡防區指揮部：與金馬澎分署第一〇岸巡隊合署辦公。
- 第十二（金門）巡防區指揮部：與金馬澎分署第九岸巡隊合署辦公。
- 第十三（澎湖）巡防區指揮部：與金馬澎分署第七岸巡隊合署辦公。

### 署屬機關
- 艦隊分署（分署長為簡任第十一職等至第十二職等或警監或少將）
  - 15個海巡隊（巡護船及巡防艇）
  - 北部、中部、南部及東部地區機動海巡隊（巡防艦）
  - 直屬船隊（巡護船）

- 北部分署（分署長為簡任第十一職等至第十二職等或警監或少將）
  - 第一、第二及第八岸巡隊
    - 所屬岸巡中隊、安檢所及機動巡邏站

- 中部分署（分署長為簡任第十一職等至第十二職等或警監或少將）
  - 第三及第四岸巡隊
    - 所屬岸巡中隊、安檢所及機動巡邏站

- 南部分署（分署長為簡任第十一職等至第十二職等或警監或少將）
  - 第五、第六及第十一岸巡隊
    - 所屬岸巡中隊、安檢所及機動巡邏站

- 東部分署（分署長為簡任第十一職等至第十二職等或警監或少將）
  - 第十二及第十三岸巡隊
    - 所屬岸巡中隊、安檢所及機動巡邏站

- 金馬澎分署（分署長為簡任第十一職等至第十二職等或警監或少將）
  - 第七、第九及第十岸巡隊
    - 所屬岸巡中隊、安檢所及機動巡邏站

- 東南沙分署（分署長為簡任第十一職等至第十二職等或警監或少將）
  - 東沙指揮部
  - 南沙指揮部

- 偵防分署（分署長為簡任第十一職等至第十二職等或警監或少將）
  - 20個查緝隊、偵防查緝隊
  - 特勤隊
    - 空勤吊掛分隊

- 教育訓練測考中心（主任為簡任第十一職等或警監或少將）：
  - 學員隊

## 標誌

### 各式標章徽記

艦艇舷側標誌
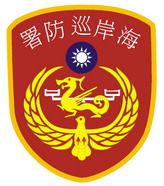
臂章
帽徽

署徽
- 國徽：象徵效忠中華民國，保護疆域之意涵
- 金黃色警鴿：象徵警戒、和平、效率
- 金黃色法龍[22]：象徵保護疆域、沿海、維護人民安全
- 白色天秤：象徵公平

艦艇舷側標誌
- 紅色象徵犧牲奉獻的服務精神
- 白色「T」代表台灣英文字之首字
- 藍色象徵海洋

整個連貫起來就有服務台灣海域之隱含意義；原意就是「守護台灣」。
特勤隊臂章
1. 創作理念說明：代表海巡署之金色法龍，挾宇宙之能量與當狀況發生時，以迅雷不及掩耳之速度、最佳武力，打擊犯罪、維護治安。
2. 圖案理念說明：
  - 簡單明確、大方醒目且立意清晰。
  - 容易製作小型紀念徽章。
  - 中英對照與臺灣識別正確、清楚。
3. 圖例說明：
  - 金黃色法龍：維護正義、捍衛海疆、保障人民安全。
  - 白色天秤：象徵公正、公平與公開之無私無我精神。
  - 金黃色閃電：象徵特勤隊成員行動之速度與其雷霆  萬鈞之氣勢。
  - 黑色三叉：海中霸權之象徵，代表武裝能量、絕對威勢之執法象徵。

空勤吊掛分隊臂章
- 紅十字：象徵拯救傷病。
- 直升機：執行海上救難的重要載具。
- 搜救員：象徵執行吊掛任務猶如命懸一線。

### 旗幟

海巡旗
署長旗
副署長旗
分署長旗
副分署長旗
各單位旗

## 服裝
| 物品                   | 說明 |
| ---------------------- | --- |
| 襯衫（海巡便服）       | 上衣為淺藍色 |
| 外套                   | 藏青色，原穿著艾森豪夾克，現改為防風防水夾克 |
| 褲子                   | 藏青色 |
| 工作（安檢勤務）服     | 暱稱橘操，上衣及褲子皆為亮橘色 |
| 工作（安檢勤務）服外套 | 亮橘色及藏青色相間之防風防水夾克 |
| 大禮服                 | 藏青色，典禮時著用 |
| 大盤帽                 | 顏色為藏青色，中間帽徽繡有應龍、警鴿與天秤結合，上面有青天白日國徽，簡任（上校、警監）以上是金線兩對嘉禾，委任四職等（少尉、警佐）以上是金線一對嘉禾，委任三職等（士官、警佐）以下則無 |
| 簷帽（女性）           | 顏色為藏青色，中間帽徽繡有應龍、警鴿與天秤結合，上面有青天白日國徽，簡任（上校、警監）以上是金線兩對嘉禾，委任四職等（少尉、警佐）以上是金線一對嘉禾，委任三職等（士官、警佐）以下則無 |
| 便帽                   | 顏色為藏青色，中間帽徽繡有應龍、警鴿與天秤結合，上面有青天白日國徽，簡任（上校、警監）以上是兩對嘉禾，委任四職等（少尉、警佐）以上是一對嘉禾，委任三職等（士官、警佐）以下則無         |
| 階級領章               | 依據不同官階搭配，原為肩章，後改制為領章（顏色為金色與署徽相同），兩兩相對別於領子上，海巡便服及工作服之領章星芒尖朝上、夾克為星芒尖朝內兩兩相背                                       |
| 臂章                   | 縫製於左臂，圖案為海洋委員會海巡署署徽，上方有寫海洋委員會海巡署。 |
| 階級肩章               | 著大禮服時別用 |

帽徽底色、帽子布料與褲子布料皆為藏青色。巡防機關人員領章為金色，穿著時佩帶於左右領口，領章和署徽比例相同，以兩兩相背為一組。

## 階級
海巡署因融合警察、軍人、關務人員及文職公務人員等三類人員屬性，故不使用軍階，階級標誌獨立於軍方，原使用類似警階的海巡階級與軍人相同配戴為肩章，除了肩膀的階級章外，在大盤帽與便帽的稻穗和金線數量均可看出其階級。
2018年4月28日組織調整後，署長由海洋委員會副主任委員兼任（簡任十四職等或中將或警監特階、佩階金底二星），原屬中央二級機關之署長階級（特任官／二級上將，佩階金底三星）已成歷史。
2020年6月1日起，新式工作（安檢勤務）服改採軟式領章（布質）。2022年3月7日起，甲、乙式海巡便服改採硬式領章（金屬）。
| 階級識別             | 金底二星     | 金底一星           | 三線四星           | 三線三星           | 三線二星           | 三線一星           | 二線四星                                  | 二線三星               |
| -------------------- | ------------ | ------------------ | ------------------ | ------------------ | ------------------ | ------------------ | ----------------------------------------- | ---------------------- |
| 階級圖示             |              |                    |                    |                    |                    |                    |                                           |                        |
| 文 職                | 簡任十四職等 | 簡任十三職等       | 簡任十二職等       | 簡任十一職等       | 簡任十職等         | 薦任九職等         | 薦任八職等                                | 薦任七職等             |
| 軍 職                | 中將         | 中將               | 少將               | 少將               | 上校               | 中校               | 中校                                      | 少校                   |
| 警 職                | 警監特階     | 警監一階           | 警監二階           | 警監三階           | 警監四階           | 警正一階           | 警正二階                                  | 警正三階               |
| 關 務                | －           | 關務（技術）監一階 | 關務（技術）監二階 | 關務（技術）監三階 | 關務（技術）監四階 | 關務（技術）正一階 | 關務（技術）正二階 高級關務（技術）員一階 | 高級關務（技術）員二階 |
| 約聘僱人員及海務技工 | －           | －                 | －                 | －                 | －                 | －                 | －                                        | 船長、輪機長           |

| 階級識別             | 二線二星               | 二線一星           | 一線四星           | 一線三星                              | 一線二星           | 一線一星                   | 二粗三細 | 二粗二細 | 二粗一細 |
| -------------------- | ---------------------- | ------------------ | ------------------ | ------------------------------------- | ------------------ | -------------------------- | -------- | -------- | -------- |
| 階級圖示             |                        |                    |                    |                                       |                    |                            |          |          |          |
| 文 職                | 薦任六職等             | 委任五職等         | 委任四職等         | 委任三職等                            | 委任二職等         | 委任一職等                 | －       | －       | －       |
| 軍 職                | 上尉                   | 中尉、少尉         | 士官長             | 上士                                  | 中士               | 下士                       | 上兵     | 一兵     | 二兵     |
| 警 職                | 警正四階               | 警佐一階           | 警佐二階           | －                                    | －                 | －                         | －       | －       | －       |
| 關 務                | 高級關務（技術）員三階 | 關務（技術）員一階 | 關務（技術）員二階 | 關務（技術）員三階 關務（技術）佐一階 | 關務（技術）佐二階 | 關務（技術）佐三階         | －       | －       | －       |
| 約聘僱人員及海務技工 | 大副、大管輪           | －                 | 報務員、電信管理員 | 二副、二管輪                          | 三副、三管輪       | 船員、大廚、二廚、海務技工 |          |          |          |

### 船務人員
海巡署艦隊分署所屬巡護船因勤務及船別特殊性，船上分工係由警職人員負責執法及登檢，船務人員負責船舶航行當值。船務人員參照商貨輪海員階級章及海軍袖章佩階。

#### 艙面（甲板）部門
| 階級識別 | 一圓四槓 | 一圓三槓 | 一圓二槓          | 一圓一槓          |
| -------- | -------- | -------- | ----------------- | ----------------- |
| 階級圖示 |          |          |                   |                   |
| 職 務    | 船長     | 大副     | 二副 （資深船副） | 三副 （資淺船副） |

#### 輪機（機艙）部門
| 階級識別 | 四槓   | 三槓   | 二槓                  | 一槓                  |
| -------- | ------ | ------ | --------------------- | --------------------- |
| 階級圖示 |        |        |                       |                       |
| 職 務    | 輪機長 | 大管輪 | 二管輪 （資深輪機員） | 三管輪 （資淺輪機員） |

## 現役艦艇與軍備
- 巡防救難艦
  - 500噸級（南投艦）（1艘）
  - 500噸級（金門級）（1艘）
  - 2000噸級（台南級）（2艘）
  - 3000噸級（宜蘭級）（2艘）
  - 1000噸級（苗栗級）（4艘）
  - 600噸級（安平級）（9艘現役，1艘已下水，2艘建造中）
  - 4000噸級（嘉義級）（3艘現役，1艘已下水）
  - 1000噸級（彰化級）（3艘現役，1艘已下水，2艘建造中）

- 遠洋巡護船
  - 1000噸級（3艘）
  - 3000噸級（1艘建造中，5艘計劃中）

- 搜救艇（2艘）
- 除污船（4艘）

- 無人機 
  - AXH-E230RS型無人機（20架）
  - 跳躍20無人機（若干架）

另有100噸級以下巡防艇共192艘。
「籌建海巡艦艇發展計畫（107–116）」籌建中的大型艦艇計有12艘600噸級巡防艦、6艘1,000噸級巡防艦、4艘4000噸級巡防艦，共計22艘，並於2021年宣示加購6艘3,000噸級遠洋巡護船。1,000噸級以上大型艦艇將擴充至24艘，500噸以上1,000噸以下中型艦艇將擴充至20艘以上。
113年「海空一體，精銳海巡」政策大綱日前定案，海巡署在海域維權海巡艦艇建造計劃。從117年到124年的8年時間，規劃建造2艘8000噸巡防艦、10艘2000噸巡防艦及14艘300噸巡防艇、14艘100噸巡防艇初估經費約612億近3千萬元，共建造四型40艘艦艇。
早期由財政部移撥的船艦均命名為星字號，2000年1月海巡署成立後新造船艦多以中華民國各鄉鎮市區與縣市命名。

## 爭議事件

### 艦體標示爭議
自海巡署成立以來，艦艇上的中、英文標示歷來皆是朝野政壇爭議的焦點，從最初的「R.O.C COAST GUARD」，至2005年12月6日，南投艦編成典禮時，新增紅白藍相間的「T」字型舷側標誌。2021年2月新增「TAIWAN」字樣，媒體隨即傳出是由國安高層直接下令指導，海巡署立刻發文否認為上層越級指導政策，然總統府發言人張惇涵隨後在臉書粉專上公開說明，船身「更清楚辨識、更安全執法，正是蔡英文的指示」。海巡署因此對外致歉並收回新聞稿。

### 空勤黑鷹直升機無法落艦
內政部空勤總隊購機案因各種因素延宕多年，2009年莫拉克風災後，決議撥交15架陸軍新購黑鷹直升機供空勤總隊操作使用，然海巡署現有艦艇設計之初並未考量起降黑鷹直升機，縱使艦體足堪負荷，然甲板長度、最大負重量等安全係數過低，另一方面，空勤黑鷹為陸基型起落架設計與海軍直升機不同，亦不適合進行艦上起降，終遭監察院糾正批評：「海巡署只管造艦不管機、空勤總隊只管購機不管艦。」前內政部長李鴻源亦批評：「內政部要海豚，國家卻給黑鷹。」並砲轟馬政府這項決策過程缺少腦袋。

### 馬公商港海巡副所長瀆職
一艘搭載四位中華人民共和國籍及一位美國籍乘客的遊艇從中國大陸福建泉州出港，預定前往日本沖繩，2023年5月27日，因避颱獲准同意泊靠澎湖馬公第一漁港亞果碼頭，但遊艇上的人員未經許可擅自登島，海巡署馬公商港林姓上尉副所長，明知需有公文才能讓對方上岸，卻直接放行，還對上岸人員說：“‘我點名的時候你們要到。’、‘你們自己跑掉，被抓到要自己負責。’、‘我一定會說我有管制你們，是你們自己跑掉了。’”更誇口直言：“‘我們就互相啦。’、‘海關、移民署要過來要一段時間，他們很近，但他們很懶。’、‘東摸摸西摸摸，接到通知再慢慢出來。’”表明就是想讓對方偷渡。事件一爆發，林姓副所長隨即遭拔官懲戒，並調離現有單位，調整為非主管職務。

### 陸籍快艇於金門海域翻覆死亡事故
2024年2月14日，一艘中國大陸籍快艇於金門附近限制水域捕魚，遭到海巡署第九海巡隊追撞，造成兩名中國大陸籍漁民死亡，而海巡署及相關部門對此事件說詞反覆，先是說明快艇船員落海是因為他們蛇行導致翻覆並聲稱沒有事發當下的錄影檔案，直到中國大陸生還漁民指控該快艇為海巡船撞擊落海後，並改口承認「兩方有發生碰撞」。

### 引用
1. ↑   (PDF). 海洋委員會海巡署. 2024-06-30. 原始内容存档于2024-06-30.
2. ↑  . 海洋委員會海巡署.   [2022-11-30]. （原始内容存档于2022-11-30）.
3. ↑  海洋委員會海巡署金馬澎分署. .   [2016-01-04]. （原始内容存档于2021-04-22）.
4. ↑  植根法律網. .   [2023-08-24].
5. ↑  國防部. .   [2016-07-07]. （原始内容存档于2017-03-15）.
6. ↑  . 2015-07-08  [2018-04-29]. （原始内容存档于2019-02-21）.
7. ↑   (PDF). 2015-06-29  [2015-07-08]. （原始内容存档 (PDF)于2016-03-04）.
8. ↑  . 2015-07-08  [2015-07-08]. （原始内容存档于2018-07-08）.
9. ↑  行政院105年01月08日院授發社字第1051300010號令：104年7月1日制定公布之「海洋委員會組織法」、「海洋委員會海巡署組織法」，自105年7月4日施行 （页面存档备份，存于），政府公報資訊網，2015-1-11
10. ↑  行政院105年06月30日院授發社字第1051300821號令：廢止本院105年1月8日院授發社字第1051300010號令有關「海洋委員會組織法」及「海洋委員會海巡署組織法」之施行日期，自即日生效 （页面存档备份，存于），政府公報資訊網，2015-7-4
11. ↑  .   [2016-04-08]. （原始内容存档于2016-04-20）.
12. ↑  海委會年底成立海洋政策不再各自為政 （页面存档备份，存于），聯合新聞網，2015-6-17
13. ↑  立院三讀設海洋委員會專責海洋事務 （页面存档备份，存于），中央社，2015-6-16
14. ↑  網編組. . CTWANT. 2020-09-17 22:12  [2020-09-17]. （原始内容存档于2021-04-22） （中文（臺灣））.
15. ↑  中時新聞網. . 中時新聞網.   [2020-10-07]. （原始内容存档于2021-03-10） （中文（臺灣））.
16. ↑  中時新聞網. . 中時新聞網.   [2021-01-14]. （原始内容存档于2021-03-10） （中文（臺灣））.
17. ↑  . www.president.gov.tw.   [2021-01-02]. （原始内容存档于2021-01-09） （中文（臺灣））.
18. ↑  中時新聞網. . 中時新聞網. 2024-05-20  [2024-05-21]. （原始内容存档于2024-05-21） （中文（臺灣））.
19. ↑  中央通訊社. . 中央社 CNA. 2024-05-10  [2024-05-21]. （原始内容存档于2024-05-31） （中文（臺灣））.
20. ↑  海洋委員會海巡署. . （原始内容存档于2021-05-06）.
21. ↑  . 海巡署官網. 2009-11-03  [2019-10-30]. （原始内容存档于2020-04-14）.
22. ↑  https://www.facebook.com/cga890128/photos/a.1074850152634814/2787253291394483/
23. ↑  .   [2018-03-14]. （原始内容存档于2018-03-15）.
24. ↑  .   [2019-11-01]. （原始内容存档于2020-04-14）.
25. ↑  .   [2019-11-01]. （原始内容存档于2020-04-14）.
26. ↑  . 海洋委員會海巡署. 2024-12-03. （原始内容存档于2025-02-21）.
27. ↑  自由時報電子報. . 自由時報電子報. 2021-02-22  [2022-06-23]. （原始内容存档于2022-06-28）.
28. ↑  . www.fountmedia.io.   [2022-06-23].[]
29. ↑  自由時報電子報. . 自由時報電子報. 2015-04-09  [2022-06-09]. （原始内容存档于2022-06-23） （中文（臺灣））.
30. ↑  .   [2023-06-13]. （原始内容存档于2023-06-13）.

## 外部連結
- 海洋委員會海巡署 （页面存档备份，存于）（繁體中文）（英文）
- 海洋委員會海巡署人才招募網 （页面存档备份，存于）（繁體中文）
- 海巡雙月刊 Coast Guard bulletin bi-monthly. Coast Guard Administration （页面存档备份，存于）
- 海巡署長室 Coast Guard的Facebook專頁
- YouTube上的海巡署長室 Coast Guard頻道